# Coppa delle Regioni UEFA 1999
La Coppa delle Regioni UEFA 1999 fu la prima edizione della competizione riservata alle rappresentative amatoriali delle regioni europee. La fase finale venne giocata in Italia, dal 31 ottobre al 5 novembre 1999 e fu vinta dal Veneto, regione dell'Italia, che in finale batté la comunità autonoma di Madrid 3-2 dopo i tempi supplementari.

## Selezioni qualificate per la fase finale
Girone A
- Comunità autonoma di Madrid
- Olanda
- Praga
- Piccola Polonia

Girone B
- Veneto
- Kiev
- Tbilisi
- Israele

## Fase a gironi

### Girone A
| Squadra         | P.ti | G | V | P | S | GF | GS | DR |
| --------------- | ---- | - | - | - | - | -- | -- | -- |
| Madrid          | 5    | 3 | 1 | 2 | 0 | 6  | 2  | +4 |
| Praga           | 5    | 3 | 1 | 2 | 0 | 5  | 4  | +1 |
| Piccola Polonia | 2    | 3 | 0 | 2 | 1 | 3  | 5  | −2 |
| Olanda          | 1    | 3 | 0 | 1 | 2 | 3  | 6  | −3 |

| 31 ottobre 1999 | Madrid | 1 – 1 | Praga |  |

| 31 ottobre 1999 | Olanda | 1 – 1 | Piccola Polonia |  |

| 1º novembre 1999 | Madrid | 2 – 0 | Olanda |  |

| 1º novembre 1999 | Praga | 2 – 0 | Piccola Polonia |  |

| 3 novembre 1999 | Piccola Polonia | 1 – 3 | Madrid |  |

| 3 novembre 1999 | Praga | 3 – 2 | Olanda |  |

### Girone B
| Squadra | P.ti | G | V | P | S | GF | GS | DR |
| ------- | ---- | - | - | - | - | -- | -- | -- |
| Veneto  | 7    | 3 | 2 | 1 | 0 | 5  | 2  | +3 |
| Kiev    | 4    | 3 | 1 | 1 | 1 | 6  | 4  | +2 |
| Tbilisi | 4    | 3 | 1 | 1 | 1 | 4  | 6  | −2 |
| Israele | 1    | 3 | 0 | 1 | 2 | 2  | 5  | −3 |

| 31 ottobre 1999 | Israele | 1 – 1 | Kiev |  |

| 31 ottobre 1999 | Tbilisi | 1 – 1 | Veneto |  |

| 1º novembre 1999 | Israele | 1 – 2 | Tbilisi |  |

| 1º novembre 1999 | Kiev | 1 – 2 | Veneto |  |

| 3 novembre 1999 | Veneto | 2 – 0 | Israele |  |

| 3 novembre 1999 | Kiev | 4 – 1 | Tbilisi |  |

## Finale
| Arbitro: | Guido Wildhaber |

|                                |           |                            |
| Borriero Giaretti De Toni 120’ | Marcatori | 9’ Moreno 71’ Sanz Pascual |